# Tim Roth
Timothy Simon Roth, noto come Tim Roth (Londra, 14 maggio 1961), è un attore britannico.
Divenne noto negli anni novanta per le sue interpretazioni nei film di Quentin Tarantino, in particolar modo Le iene e Pulp Fiction. Altri suoi ruoli popolari includono quelli in film come La leggenda del pianista sull'oceano, Funny Games e L'incredibile Hulk.

## Biografia
Timothy Simon Roth nasce nel quartiere di Dulwich a Londra da Anne, pittrice di panorami e insegnante, e dallo statunitense Ernie Roth, nato con il nome di Ernie Smith, giornalista e membro del Partito Comunista di Gran Bretagna. Suo padre era nato a Sheepshead Bay, Brooklyn, da una famiglia di discendenze irlandesi. Nonostante l'assenza di radici ebraiche nella famiglia, Ernie aveva deciso nel 1944 di cambiare il proprio cognome da "Smith" a "Roth", tipico della cultura ebreo-tedesca, come un atto solidale di contrarietà al nazismo.
Tim frequenta la Strand School nel quartiere di Tulse Hill. Da ragazzo Roth desidera diventare uno scultore e per questo studia al Camberwell College of Arts della University of the Arts London.
Dopo un certo tempo al Camberwell College of Arts, Roth ha il primo contatto con la recitazione quando decide di sostenere il provino per una recita scolastica su Dracula: dopo essersi presentato per gioco, viene scelto a sorpresa per il ruolo del protagonista. Nel 2016 in un'intervista al The Guardian, Tim Roth afferma che da bambino il nonno abusò di lui, come precedentemente aveva abusato anche del padre. Questa vicenda personale portò Tim a diventare il regista di Zona di guerra.

### Carriera
Fa il suo debutto nel 1982, all'età di 21 anni, interpretando uno skinhead neonazista in un film TV intitolato Made in Britain. La seconda metà degli anni ottanta è il periodo che vede crescere la sua popolarità nel grande pubblico. Fu proprio in questo periodo che Roth e altri giovani talenti britannici dell'epoca, come Gary Oldman, Colin Firth, Daniel Day-Lewis e Bruce Payne, furono soprannominati "Brit Pack".
Come attore Roth ha recitato in numerosi film di successo quali Rosencrantz e Guildenstern sono morti (proprio insieme all'attore Gary Oldman), Four Rooms, Rob Roy, per il quale viene nominato all'Oscar al miglior attore non protagonista, L'impostore e il remake del 2001 de Planet of the Apes - Il pianeta delle scimmie, dove con sembianze scimmiesche interpreta il malvagio generale Thade. È ricordato dal pubblico per le sue interpretazioni nei film di Quentin Tarantino Le iene, nei panni di Freddy Newendyke "Mr. Orange", e Pulp Fiction, nei panni di Ringo "Zucchino", e nel film La leggenda del pianista sull'oceano di Giuseppe Tornatore (tratto dall'opera teatrale Novecento di Alessandro Baricco) in cui ha impersonato il protagonista, il fenomenale pianista Novecento, pur non avendo mai suonato il pianoforte nella sua vita (i brani eseguiti nella pellicola sono in realtà stati suonati dalla musicista Gilda Buttà).
Dopo aver rifiutato di ricoprire il ruolo di Severus Piton nella saga cinematografica di Harry Potter (andato ad Alan Rickman), nel 2001 è stato considerato per la parte di Hannibal Lecter in Hannibal, ruolo poi però assegnato ad Anthony Hopkins. Nel 2005 affianca Andie MacDowell nel film The Last Sign. Nel 2007 ha recitato nel remake shot-for-shot di Michael Haneke, Funny Games, con il ruolo che nel 1997 fu di Ulrich Mühe. In un'intervista ha dichiarato che «è stato il film più disturbante tra tutti quelli che ho fatto. Sono state cinque settimane di lacrime. È stato brutale: si è trattata di una delle volte peggiori sul set per me. Non avrei mai voluto guardarlo!». Nel 2008 recita la parte del villain Abominio nel film L'incredibile Hulk del Marvel Cinematic Universe.
Come regista ha esordito nel 1999 con il film Zona di guerra. Ha anche dichiarato, in un'intervista, che gli piacerebbe molto girare altri film, e che avrebbe già pronti due o tre copioni, ma che per problemi familiari ancora non li può mettere in atto. Nel 2010 è apparso sulla copertina dell'album Postcards from a Young Man della band gallese Manic Street Preachers, con una foto d'epoca in cui tiene in mano una Polaroid. Dal 2009 al 2011 ha interpretato il ruolo del dottor Cal Lightman nella serie TV Lie to Me, di cui ha anche prodotto alcuni episodi. Nel 2013 partecipa al film Möbius. Nel 2014 è membro della Giuria del Concorso in occasione della 71ª Mostra internazionale d'arte cinematografica di Venezia. Nell'agosto 2015 è stato annunciato che sarà protagonista della commedia The Brits Are Coming, al fianco di Uma Thurman, mentre nel 2016 è tornato a lavorare con Quentin Tarantino interpretando uno degli otto protagonisti del film The Hateful Eight.
Tra il 2021 e il 2022 riprende il ruolo di Abominio nel film Shang-Chi e la leggenda dei Dieci Anelli e nella miniserie televisiva She-Hulk: Attorney at Law.

## Vita privata
È sposato dal 1993 con la stilista Nikki Butler, con la quale ha avuto due figli, Hunter e Cormac. Cormac Roth, musicista, è morto il 16 ottobre 2022 all'età di 25 anni, a causa di un cancro alle cellule germinali. Ha anche un altro figlio, Jack, anch'egli attore, avuto nel 1984 da una relazione con la produttrice Lori Baker.
Da giovane prediligeva la musica al cinema e ascoltava soprattutto David Bowie, Jimi Hendrix, Marc Bolan e i T. Rex.

## Filmografia

### Attore

#### Cinema
- Vendetta (The Hit), regia di Stephen Frears (1984)
- Ritorno a Waterloo (Return to Waterloo), regia di Ray Davies (1985)
- Assassinio allo specchio (Murder with Mirrors), regia di Dick Lowry (1985)
- Un mondo a parte (A World Apart), regia di Chris Menges (1988)
- Un prete da uccidere (To Kill a Priest), regia di Agnieszka Holland (1988)
- Twice Upon a Time, regia di Nathaniel Gutman (1988)
- Il cuoco, il ladro, sua moglie e l'amante (The Cook, the Thief, His Wife & Her Lover), regia di Peter Greenaway (1989)
- Vincent & Theo, regia di Robert Altman (1990)
- Farendj, regia di Sabine Prenczina (1990)
- Rosencrantz e Guildenstern sono morti (Rosencrantz & Guildenstern Are Dead), regia di Tom Stoppard (1990)
- Backsliding, regia di Simon Target (1991)
- Le iene (Reservoir Dogs), regia di Quentin Tarantino (1992)
- Due vite in pericolo (Jumpin' at the Boneyard), regia di Jeff Stanzler (1992)
- Desideri smarriti (Bodies, Rest & Motion), regia di Michael Steinberg (1993)
- El Marido perfecto, regia di Beda Docampo Feijóo (1993)
- Captives - Prigionieri (Captives), regia di Angela Pope (1994)
- Little Odessa, regia di James Gray (1994)
- Pulp Fiction, regia di Quentin Tarantino (1994)
- Rob Roy, regia di Michael Caton-Jones (1995)
- Four Rooms, regia di Allison Anders, Alexandre Rockwell, Robert Rodriguez e Quentin Tarantino (1995)
- Libertà vigilata (No Way Home), regia di Buddy Giovinazzo (1996)
- Tutti dicono I Love You (Everyone Says I Love You), regia di Woody Allen (1996)
- Mocking the Cosmos, regia di Jeff Stanzler (1996)
- Gridlock'd - Istinti criminali (Gridlock'd), regia di Vondie Curtis-Hall (1997)
- Hoodlum, regia di Bill Duke (1997)
- Animals (Animals with the Tollkeeper), regia di Michael Di Jiacomo (1997)
- L'impostore (Deceiver), regia di Jonas Pate (1997)
- La leggenda del pianista sull'oceano (The Legend of 1900), regia di Giuseppe Tornatore (1998)
- The Million Dollar Hotel, regia di Wim Wenders (2000) – cameo non accreditato
- Vatel, regia di Roland Joffé (2000)
- Magic Numbers - Numeri magici (Lucky Numbers), regia di Nora Ephron (2000)
- Planet of the Apes - Il pianeta delle scimmie (Planet of the Apes), regia di Tim Burton (2001)
- Invincibile (Invincible), regia di Werner Herzog (2001)
- D'Artagnan (The Musketeer), regia di Peter Hyams (2001)
- Contratto con la morte (Emmett's Mark), regia di Keith Snyder (2002)
- Whatever We Do, regia di Kevin Connolly (2003)
- Uccidere il re (To Kill a King), regia di Mike Barker (2003)
- Un bellissimo paese (The Beautiful Country), regia di Hans Petter Moland (2004)
- With It, regia di Hunter Carson (2004)
- I nuovi eroi (Nouvelle-France), regia di Jean Beaudin (2004)
- Silver City, regia di John Sayles (2004)
- Non bussare alla mia porta (Don't Come Knocking), regia di Wim Wenders (2005)
- Dark Water, regia di Walter Salles (2005)
- The Last Sign, regia di Douglas Law (2005)
- Even Money, regia di Mark Rydell (2006)
- Un'altra giovinezza (Youth Without Youth), regia di Francis Ford Coppola (2007)
- Funny Games, regia di Michael Haneke (2007)
- Decameron Pie (Virgin Territory), regia di David Leland (2008)
- L'incredibile Hulk (The Incredible Hulk), regia di Louis Leterrier (2008)
- Skellig, regia di Annabel Jankel (2009)
- King Conqueror, regia di José Antonio Escrivá (2009)
- Che fine ha fatto Pete Smalls? (Pete Smalls Is Dead), regia di Alexandre Rockwell (2010)
- La frode (Arbitrage), regia di Nicholas Jarecki (2012)
- Broken - Una vita spezzata, regia di Rufus Norris (2012)
- The Liability, regia di Craig Viveiros (2012)
- Möbius, regia di Éric Rochant (2013)
- Grace di Monaco (Grace of Monaco), regia di Olivier Dahan (2013)
- La grande passione (United Passions), regia di Frédéric Auburtin (2014)
- Selma - La strada per la libertà (Selma), regia di Ava DuVernay (2014)
- The Hateful Eight, regia di Quentin Tarantino (2015)
- Hardcore! (Hardcore Henry), regia di Il'ja Najšuller (2015)
- Chronic, regia di Michel Franco (2015)
- 600 miglia (600 Millas), regia di Gabriel Ripstein (2015)
- Mr. Right, regia di Paco Cabezas (2015)
- A un miglio da te (1 Mile to You), regia di Leif Tilden (2017)
- The Brits Are Coming - La truffa è servita (The Con Is On), regia di James Oakley (2018)
- Padre (The Padre), regia di Jonathan Sobol (2018)
- Luce, regia di Julius Onah (2019)
- The Song of Names - La musica della memoria (The Song of Names), regia di François Girard (2019)
- Sull'isola di Bergman (Bergman Island), regia di Mia Hansen-Løve (2021)
- Shang-Chi e la leggenda dei Dieci Anelli (Shang-Chi and the Legend of the Ten Rings), regia di Destin Daniel Cretton (2021) - non accreditato
- Sundown, regia di Michel Franco (2021)
- The Misfits, regia di Renny Harlin (2021)
- Rinascita (Resurrection), regia di Andrew Semans (2022)
- Punch, regia di Welby Ings (2022)
- The Jesuit (There Are No Saints), regia di Alfonso Pineda Ulloa (2022)
- CIA - Un uomo nel mirino (Classified), regia di Roel Reiné (2024)
- Tornado, regia di John Maclean (2025)

#### Televisione
- Made in Britain, regia di Alan Clarke – film TV (1982)
- Not Necessarily the News – serie TV, episodio 1x06 (1983)
- Meantime, regia di Mike Leigh – film TV (1984)
- A Class of His Own, regia di Jeremy Ancock – film TV (1984)
- Summer Season – serie TV, episodio 1x19 (1985)
- Assassino allo specchio (Murder with Mirrors), regia di Dick Lowry – film TV (1985)
- King of the Ghetto, regia di Roy Battersby – miniserie TV (1986)
- The Modern World: Ten Great Writers – miniserie TV, puntata 10 (1988)
- Coppers, regia di Ted Clisby – film TV (1988)
- In due si ama meglio (A Fine Romance) – serie TV, episodio 1x06 (1989)
- Theatre Night – serie TV, episodi 4x04-4x05 (1989)
- I racconti della cripta (Tales from the Crypt) – serie TV, episodio 3x08 (1991)
- Senza movente (Murder in the Heartland), regia di Robert Markowitz – miniserie TV (1993)
- Cuore di tenebra (Heart of Darkness), regia di Nicolas Roeg – film TV (1993)
- Tsunami (Tsunami: The Aftermath), regia di Bharat Nalluri – miniserie TV (2006)
- Skellig, regia di Annabel Jankel – film TV (2009)
- Sea Wolf - Lupo di mare (Sea Wolf), regia di Mike Barker – miniserie TV (2009)
- Lie to Me – serie TV, 48 episodi (2009-2011)
- Klondike, regia di Simon Cellan Jones – miniserie TV (2014)
- Rillington Place, regia di Craig Viveiros – miniserie TV (2016)
- Reg, regia di David Blair – film TV (2016)
- Twin Peaks – serie TV, 5 episodi (2017)
- Tin Star – serie TV, 25 episodi (2017-2020)
- She-Hulk: Attorney at Law – miniserie TV, 4 puntate (2022)
- L'ultimo boss di Kings Cross (Last King of the Cross) – serie TV, 10 episodi (2023)
- Le piccole cose della vita (Tiny Beautiful Things) – miniserie TV, puntata 7 (2023)

#### Videoclip
- Wanted Dead or Alive di Tupac Shakur

### Regista
- Zona di guerra (The War Zone) (1999)

## Riconoscimenti
- Premio Oscar
  - 1996 – Candidatura per il miglior attore non protagonista per Rob Roy

- Golden Globe
  - 1996 – Candidatura per il miglior attore non protagonista per Rob Roy

- BAFTA
  - 1985 – Candidatura per il miglior attore debuttante per Vendetta
  - 1996 – Miglior attore non protagonista per Rob Roy

## Doppiatori italiani
Nelle versioni in italiano dei suoi lavori, Tim Roth è stato doppiato da:
- Massimo Lodolo in Vincent & Theo, Rosencrantz e Guildenstern sono morti, Pulp Fiction, Four Rooms, Uccidere il re, Che fine ha fatto Pete Smalls?, La frode, Broken - Una vita spezzata, The Liability, Selma - La strada per la libertà, Klondike, A un miglio da te, Tin Star, Luce, Sundown, Rinascita, L'ultimo boss di Kings Cross, CIA - Un uomo nel mirino
- Marco Mete in Sea Wolf - Lupo di mare, The Hateful Eight, Hardcore!, Mr. Right, Rillington Place, Twin Peaks, Padre, The Misfits
- Oreste Baldini in Le iene, Desideri smarriti, Captives - Prigionieri, Tutti dicono I Love You, Gridlock'd - Istinti criminali, Magic Numbers - Numeri magici
- Angelo Maggi in Invincibile, Dark Water, Un'altra giovinezza, Grace di Monaco
- Christian Iansante ne Il cuoco, il ladro, sua moglie e l'amante (ridoppiaggio), La grande passione, The Brits Are Coming - La truffa è servita, Sull'isola di Bergman
- Massimo Rossi ne I nuovi eroi (ridoppiaggio), Funny Games, L'incredibile Hulk, She-Hulk: Attorney at Law
- Claudio Moneta in Senza movente, Cuore di tenebra (ridoppiaggio), 600 miglia
- Massimo Popolizio in La leggenda del pianista sull'oceano, Lie to Me
- Tonino Accolla in Planet of the Apes - Il pianeta delle scimmie, Decameron Pie
- Alberto Angrisano in D'Artagnan, Silver City
- Mauro Gravina ne I racconti della cripta, Möbius
- Sandro Acerbo in Cuore di tenebra, Tsunami
- Pasquale Anselmo in Hoodlum, Animals
- Francesco Prando in L'impostore, The Song of Names - La musica della memoria
- Marzio Margine in Vendetta
- Vittorio Stagni in Assassinio allo specchio
- Nino Prester in Un prete da uccidere
- Antonio Sanna ne Il cuoco, il ladro, sua moglie e l'amante
- Massimo Venturiello in Little Odessa
- Danilo De Girolamo in Rob Roy
- Francesco Bulckaen in The Million Dollar Hotel
- Pierluigi Astore in Vatel
- Maurizio Reti in Contratto con la morte
- Sergio Di Stefano in Un bellissimo paese
- Gianluca Iacono ne I nuovi eroi
- Carlo Valli in Non bussare alla mia porta
- Sergio Lucchetti in The Last Sign
- Paolo Maria Scalondro in Even Money
- Giorgio Bonino in Le piccole cose della vita

Da doppiatore, è stato sostituito da:
- Stefano Mondini ne L'incredibile Hulk (Abominio)